# Kojak
Kojak è una serie televisiva statunitense in 118 episodi trasmessi per la prima volta nel corso di 5 stagioni dal 1973 al 1978. La serie fu preceduta da un film TV, trasmesso l'8 marzo 1973: Tenente Kojak il caso Nelson è suo (The Marcus Nelson Murders), inserito poi come episodio pilota nella prima stagione.
È una serie giallo-poliziesca incentrata sui casi affrontati dal tenente Theo Kojak, investigatore di polizia dell'undicesimo distretto di Manhattan. Nel 1999 TV Guide posizionò Kojak al 18º posto nella classifica dei 50 più grandi personaggi televisivi di tutti i tempi.

## Trama

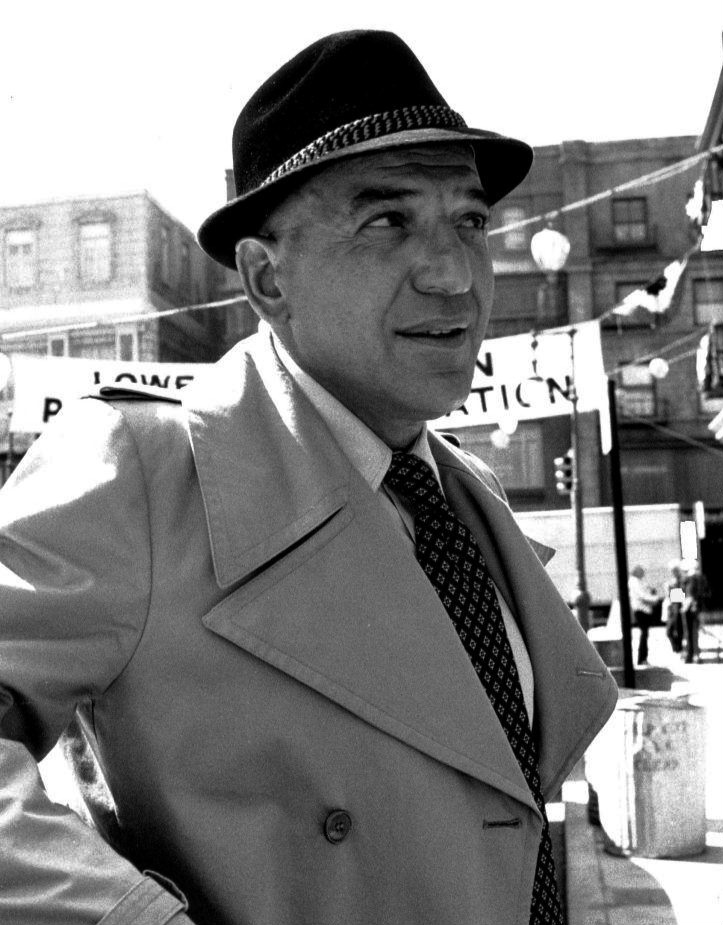
Telly Savalas, protagonista della serie

Theodopoulos Kojak, detto Theo, è un duro, incorruttibile, calvo ed elegante tenente greco-americano della polizia dell'undicesimo distretto di Manhattan con la passione per i lecca-lecca. Kojak è ostinato e tenace nelle indagini, mostrando sovente un forte spirito cinico, assieme alla tendenza ad andare oltre le regole, se ciò può portare un criminale di fronte alla giustizia. Telly Savalas descrisse il suo personaggio come un uomo dal "carattere fondamentalmente onesto, duro ma con i sentimenti, il tipo di ragazzo che avrebbe preso a calci una prostituta se avesse dovuto, ma entrambi si sarebbero compresi a vicenda perché magari erano cresciuti nello stesso quartiere". Il suo sprezzante e spregiudicato atteggiamento nell'affrontare la vita, così come i suoi modi spesso violenti e non del tutto regolamentari nei confronti dei criminali da perseguire, metteva spesso a dura prova, nonostante l'innegabile successo, la suscettibilità del pubblico televisivo dell'epoca, ben poco abituato a vedersi raffigurato in tal maniera l'ambiente poliziesco, al punto che il celebre mensile satirico Mad Magazine gli dedicò un articolo intitolato Kojerk. 
Il suo supervisore è il capitano Frank McNeil. Kojak è il capo di una squadra di detective di South Manhattan. La sua squadra comprende il giovane detective Bobby Crocker, il detective Stavros e i detective Saperstein e Rizzo. Anche se la serie si concentra principalmente sul lavoro di polizia di Kojak, di tanto in tanto alcune sottotrame coinvolgono altre aree della vita del personaggio, come nel primo episodio Knockover, in cui Kojak intraprende una relazione romantica con una donna ufficiale di polizia molto più giovane. La serie si concluse nel 1978, dopo cinque stagioni, a causa dei bassi ascolti.

### Il lecca-lecca
Nei primi episodi della serie, Kojak viene spesso visto fumare sigarette. Dato che le pubblicità delle sigarette erano state bandite dalla televisione statunitense nel 1971 e la lotta contro il fumo cominciò a diventare comune nei primi anni settanta, Kojak inizia a usare lecca-lecca come sostituti alle sigarette. Il lecca-lecca fa il suo debutto nell'ottavo episodio della prima stagione, Dark Sunday, andato in onda il 12 dicembre 1973: Kojak accende una sigaretta mentre inizia a interrogare un testimone ma ci ripensa e si infila un lecca-lecca in bocca (un Tootsie Pop). In seguito, nello stesso episodio, il detective Crocker gli chiede del lecca-lecca e Kojak risponde: "Sto cercando di colmare il divario generazionale". Il lecca-lecca divenne un marchio di fabbrica del personaggio, ma contrariamente alla credenza popolare era solo un parziale sostituto per le sigarette e Kojak non ha mai smesso di fumare.

## Episodi
| Stagione         | Episodi | Prima TV USA | Prima TV Italia |
| ---------------- | ------- | ------------ | --------------- |
| Prima stagione   | 22      | 1973-1974    | 1976-1977-1982  |
| Seconda stagione | 25      | 1974-1975    | 1979-1980-1982  |
| Terza stagione   | 24      | 1975-1976    | 1982            |
| Quarta stagione  | 25      | 1976-1977    | 1982            |
| Quinta stagione  | 22      | 1977-1978    | 1982-1983       |

## Personaggi e interpreti

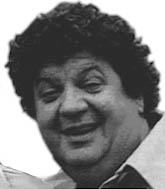
George Savalas, interprete del Detective Stavros

### Personaggi principali
- Tenente Theodopoulos "Theo" Kojak (st. 1-5), interpretato da Telly Savalas, doppiato da Lino Troisi.
- Capitano Frank McNeil (st. 1-5), interpretato da Dan Frazer, doppiato da Dario Penne e da Gil Baroni.
- Detective Robert "Bobby" Crocker (st. 1-5), interpretato da Kevin Dobson, doppiato da Antonio Colonnello.
- Detective Heathcliff Stavros (st. 1-5), interpretato da George Savalas, fratello di Telly, doppiato da Umberto D'Orsi (prima voce).
- Detective Percy Saperstein (st. 1-5), interpretato da Mark Russell.
- Detective Lionel Rizzo (st. 1-5), interpretato da Vince Conti.

## Guest star
La serie è caratterizzata dalla presenza di numerose guest star che si sono avvicendate durante le cinque stagioni. Tra di esse si ricordano: Roger Robinson, Borah Silver, Nick Dennis, Bruce Kirby, Victor Campos, Alan Manson, Paul Michael Glaser, Harrison Ford, F. Murray Abraham, Maud Adams, Patrick Adiarte, Danny Aiello, Paul Anka, Armand Assante, Eileen Brennan, Blair Brown, Dabney Coleman, Héctor Elizondo, Richard Gere, Ruth Gordon, Gloria Grahame, Robert Ito, Harvey Keitel, William Hurt, Sally Kirkland, Tina Louise, Carol Lynley, Sheree North, Geraldine Page, Kathleen Quinlan, Lynn Redgrave, John Ritter, Sylvester Stallone, Danny Thomas, Forrest Tucker, Christopher Walken, Eli Wallach, Shelley Winters, James Woods, Leslie Nielsen e Delia Salvi.

## Produzione
La serie, ideata da Abby Mann (uno sceneggiatore premio Oscar noto per il suo lavoro in serie televisive antologiche come Robert Montgomery Presents e Playhouse 90), fu prodotta da Universal TV e girata in California e a New York. Le musiche furono composte da Billy Goldenberg.

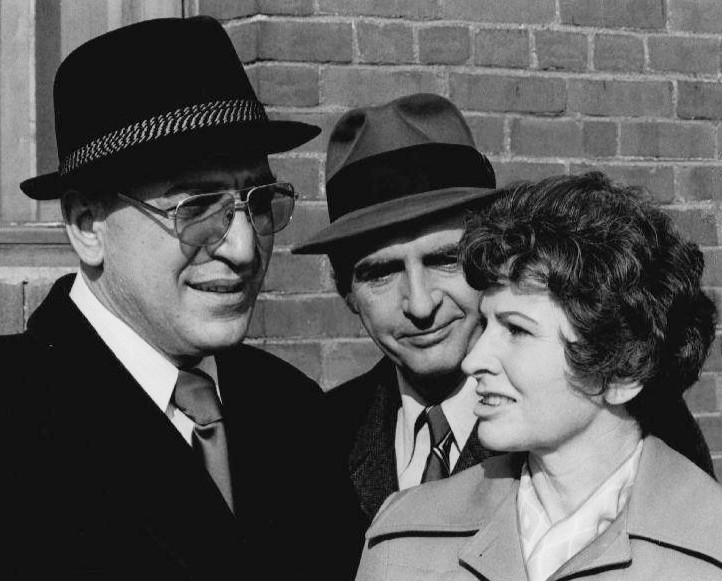
Telly Savalas, Dan Frazer e Jean LeBouvier nell'episodio Codice postale (1975)

La Universal Television aveva chiesto ad Abby Mann di creare una sceneggiatura basata su una storia reale, quella degli omicidi di Emily Hoffert e Janice Wylie, due donne violentate e uccise nel loro appartamento di Manhattan nel 1963. Di questo doppio delitto fu ingiustamente accusato un giovane afro-americano di nome George Whitmore Jr., a cui fu estorta illegalmente una confessione. Il giovane fu poi prosciolto da ogni accusa solo dopo l'intervento di un secondo team di detective che, grazie ad accurate indagini, riuscirono a scovare il vero colpevole, un tossicodipendente portoricano. Mann sviluppò il progetto come un grintoso police procedural concentrandosi sui pregiudizi razziali e sui diritti civili degli indagati e dei testimoni. Il risultato fu il film per la televisione del 1973 Tenente Kojak il caso Nelson è suo (The Marcus Nelson Murders). I titoli di apertura e chiusura del film sottolineavano che si trattava di un resoconto fittizio degli eventi che avevano portato all'istituzione del Miranda warning da parte della Corte Suprema degli Stati Uniti nel 1966.
Telly Savalas recitò nel film nel ruolo del detective della polizia Kojak e il lungometraggio funse da pilota per la serie televisiva il cui primo episodio andò in onda il 24 ottobre 1973 sulla rete televisiva CBS.

## Distribuzione
La serie fu trasmessa negli Stati Uniti dal 24 ottobre 1973 al 18 marzo 1978 sulla rete televisiva CBS. In Italia è stata trasmessa con il titolo Kojak sul Primo Canale (dal 1976 al 1982), il primo episodio parlava di una banda di rapinatori che prende in ostaggio dei civili in un negozio e impone un ultimatum di 2 ore. Dal 1983 su Canale 5, Italia 1, Rete 4 e Iris

## Opere derivate
Anni dopo la conclusione della serie, Savalas riprese il personaggio in due film per la televisione: Kojak - Assassino a piede libero (Kojak: The Belarus File) (1985), un adattamento del romanzo di John Loftus The Belarus Secret, e Kojak: le scatole cinesi (Kojak: The Price of Justice) (1987), basato invece sul di romanzo di Dorothy Uhnak The Investigation. 
Tra il 1989 ed il 1990, furono poi prodotti cinque ulteriori film TV di due ore ciascuno, che andarono in onda sulla ABC, a rotazione con tre altre serie come parte del contenitore televisivo ABC Mystery Movie. In questa specie di revival, Kojak non è più un tenente al comando di una squadra di detective ma viene promosso ispettore e messo a capo di una sezione del NYPD. Di seguito sono elencati i titoli.
- Kojak: Ariana (2 novembre 1989)
- Kojak: Fatal Flaw (30 novembre 1989)
- Kojak: Flowers for Matty (4 gennaio 1990)
- Kojak: It's Always Something (31 gennaio 1990)
- Kojak: None So Blind (16 marzo 1990)

Nel 2005 invece fu oggetto d'un rifacimento dallo stesso titolo, andato in onda sull'emittente USA Network per una sola stagione di 10 episodi da un'ora l'uno, in cui un Kojak afroamericano (interpretato da Ving Rhames) si destreggiava nella Grande Mela dei primi anni duemila.

## Trasposizione cinematografica
Nel 2012 si diffonde la notizia che Vin Diesel avrebbe interpretato il tenente Kojak al cinema in un adattamento firmato dalla coppia di sceneggiatori Neal Purvis e Robert Wade e prodotto dalla Universal. Nel 2013 l'attore annuncia che gradirebbe Ang Lee alla regia del film. Nel giugno 2015 la sceneggiatura viene riaffidata all'inglese Philip Gawthorne.